# Theridion longipedatum
Theridion longipedatum är en spindelart som beskrevs av Roewer 1942. Theridion longipedatum ingår i släktet Theridion och familjen klotspindlar.
Artens utbredningsområde är Colombia. Inga underarter finns listade i Catalogue of Life.